# Sonic Reducer
Sonic Reducer è un brano musicale punk rock pubblicato per la prima volta nel 1977 nell'album Young, Loud and Snotty dei Dead Boys e nel loro omonimo singolo di esordio. Viene considerato un classico del genere punk.

## Il brano
Il brano venne composto dal chitarrista Gene "Cheetah Chrome" O'Connor e da David Thomas quando ancora erano membri del gruppo Rocket from the Tombs e venne poi incisa dai Dead Boys nel 1977 per il loro l'album di debutto, Young, Loud and Snotty.

## Cover
Il brano è stato reinterpretato da numerosi artisti come Sid Vicious, Guns N' Roses, Pearl Jam, Mudhoney, Overkill, Foetus, Dozer, Adult Crash, The Rainy Day Saints, Saves the Day.
Estratti del brano sono stati campionati e inseriti nella canzone dei Beastie Boys An Open Letter to NYC nel loro album To the 5 Boroughs del 2004. Sonic Reducer è stata inoltre inclusa nella colonna sonora dei videogiochi di skateboard Tony Hawk's Underground 2 e Tony Hawk's American Wasteland (nella versione dei Saves the Day).

## Riconoscimenti
La rivista Kerrang! ha inserito Sonic Reducer nella lista dei 100 migliori riff della storia del rock, e il brano viene considerato emblematico nella storia del punk rock per il suo testo "manifesto" del nichilismo punk:
Don't need no mom and dad

Don't need no pretty face

Don't need no human race

I got some news for you

Don't even need you too»
Non ho bisogno di mamma e papà

Non cerco facce carine

Non ho bisogno della razza umana

Ho una notizia da darti

Non ho bisogno nemmeno di te»
(Sonic Reducer, Dead Boys)

## Tracce singolo

### Versione UK (1977)
Sire – 6078 609
1. Sonic Reducer - 3:05
2. Little Girl - 3:01
3. Down In Flames - 2:15

### Versione USA (1977)
SRE 1004
1. Sonic Reducer - 3:05
2. Down In Flames - 2:15

## Formazione
Dead Boys
- Stiv Bators - voce
- Cheetah Chrome - chitarra
- Jimmy Zero - chitarra
- Johnny Blitz - batteria
- Jeff Magnum - basso